# Sibilant
Een sibilant is een vorm van een fricatief of een affricaat die wordt gevormd door een luchtstroom door een vernauwing van het spraakkanaal naar de scherpe hoek van de tanden te blazen. De sibilante versie van de fricatief wordt ook wel de sisklank genoemd.
Sibilante klanken zijn luider dan hun niet-sibilante tegenhangers. Vaak hebben ze een hogere frequentie. 

## Symbolen
Van de sibilante klanken hebben de volgende hun eigen symbolen in het Internationaal Fonetisch Alfabet:
Alveolaar:
- [s], [z] (apicaal of laminaal).

Postalveolaar:
- [ʃ], [ʒ] (Palato-alveolaar: laminaal of apicaal)
- [ɕ], [ʑ] (Alveolopalataal. Deze zijn gelijk aan [ʃʲ, ʒʲ])
- [ʂ], [ʐ]: (Retroflex)